# Talilo
Talilo je sredstvo koje otapa površinske nečistoće i omogućuje dobro kvašenje i širenje lema. Prije lemljenja se površine čiste mehanički i kemijski, a tijekom lemljenja s pomoću talila. Meko lemljenje izvodi se uz pomoć lemova s talištem nižim od 450 °C, najčešće slitina koje sadrže kositar, a kao talila se primjenjuju anorganski i organski halogenidi. Lemovi za tvrdo lemljenje imaju talište više od 450 °C; obično su to srebrni, nikleni, bakreni i aluminijski lemovi. Takvim se lemljenjem postiže veća čvrstoća i tvrdoća spoja. Dezoksidacijska sredstva ili talila mogu biti u obliku tekućine, paste ili praha. Kemijski sastav talila ovisi o vrsti metala spojnih dijelova. Temperatura taljenja dezoksidacijskoga sredstva mora biti niža od tališta lema da bi se ono razlilo na mjestu spoja, otopilo korozivne sastojke i isplivalo kao troska na površinu rastaljenog lema. Za meko lemljenje najčešće se koriste salmijak (NH4Cl), cinkov klorid (ZnCl2), a u elektronici kolofonij. Za tvrdo se lemljenje najčešće upotrebljavaju boraks (Na2B4O7 x 10 H2O) i kloridi ili fluoridi lakih metala, na primjer LiCl, BeCl2 i LiF.

## Lemljenje
Lemljenje (prema lem, od njem. Lehm: glina, ilovača) je spajanje metalnih dijelova s pomoću rastaljenoga metalnoga veznoga sredstva (lema), kojemu je talište barem 50 °C niže od tališta lemljenoga materijala. Spoj se ostvaruje nanošenjem (kvašenjem) rastaljenoga lema na površinu spajanih dijelova, difuzijom lema u površinske slojeve te kristalizacijom lema i mehaničkim sidrenjem. Kvašenje je to bolje što je temperatura lemljenja viša, a površine pritom očišćene od oksidnih i drugih prevlaka, nečistoća i slično. Te se površine, zbog toga, prije lemljenja čiste mehanički i kemijski, a tijekom lemljenja s pomoću talila, sredstva koje otapa površinske nečistoće i omogućuje dobro kvašenje i širenje lema. Prema radnoj temperaturi lemljenje može biti meko ili tvrdo.

### Postupak lemljenja
Lemljenje se može primijeniti u radionicama ili servisima za pojedinačne spojeve ili u različitim industrijama pri serijskoj i masovnoj proizvodnji. Može se izvesti ručno ili se može automatizirati. Za lemljenje treba imati izvor topline, lem i sredstva za čišćenje površine na spojnom mjestu. 
S površina spojnih dijelova na mjestu spoja moraju se ukloniti masnoće i korozija. Čišćenje može biti:
- odmašćivanje s pomoću organskih otapala kao što su trikloretilen, alkohol za čišćenje, aceton i slično;
- mehaničko čišćenje debljih korozivnih naslaga s pomoću čeličnih četaka, brusnog papira, brusnih ploča ili pjeskarenjem;
- kemijsko čišćenje dezoksidacijskim sredstvom (talilom) kojime se odstranjuje tanki korozivni sloj prije, ali i u tijeku lemljenja.

Dezoksidacijska sredstva (talilo) mogu biti u obliku tekućine, paste ili praha. Kemijski sastav talila ovisi o vrsti metala spojnih dijelova. Temperatura taljenja dezoksidacijskoga sredstva mora biti niža od tališta lema da bi se ono razlilo na mjestu spoja, otopilo korozivne sastojke i isplivalo kao troska na površinu rastaljenog lema. Za meko lemljenje najčešće se koriste salmijak (NH4Cl), cinkov klorid (ZnCl2), a u elektronici kolofonij. Za tvrdo se lemljenje najčešće upotrebljavaju boraks (Na2B4O7 x 10 H2O) i kloridi ili fluoridi lakih metala, na primjer LiCl, BeCl2 i LiF.
Lemljeni spojevi na koje se postavljaju visoki zahtjevi, poput električne vodljivosti, čvrstoće i određenoga kemijskoga sastava, mogu se postići lemljenjem u struji zaštitnih plinova helija, argona ili dušika ili lemljenjem u vakuumu.

## Vanjske poveznice
|  | Zajednički poslužitelj ima još gradiva o temi Talilo |